# Yuanling
Yuanling  (en chino, 沅陵; pinyin, Yuánlíng) es un condado  bajo la administración directa de la Prefectura Huaihua en la Provincia de Hunan, República Popular China.  Su área es de 5832 km² y su población total para 2010 superó los 580 mil habitantes. 

## Administración
Desde junio de 2023, el  Condado Yuanling  se divide en 21 pueblos que se administran en 8 poblados y 13 villas.

## Toponimia
Yuanling se estableció como condado en el año 202 aC, durante la dinastía Han y recibió su nombre del río Yuan y las tierras altas (ling) circundantes .